# مستصفرة رزية
مستصفرة رزية (الاسم العلمي: Xanthomonas oryzae) هي نوع من البكتيريا يتبع جنس المستصفرة من الفصيلة المستصفرية.